# كازا ميلان
كازا ميلان (بالإيطالية: Casa Milan)‏، وتعني بيت ميلان حيث كازا تعني بيت. وهو مقر نادي إيه سي ميلان الإيطالي، انتقل إليه في 19 مايو 2014 قادماً من مقره القديم في شارع فيا توراتي بمدينة ميلانو.
وهو مكان متعدد الخصائص يتوفر على متحف يعرض إنجازات الفريق ومحلات لتسويق العلامة التجارية الخاصة بالنادي ومقاهي ومطاعم.

## تفاصيل المشروع
بداية الفكرة كانت من باربارا بيرلسكوني نائب رئيس ميلان، وابنة السياسي مالك إيه سي ميلان الإيطالي سيلفيو برلسكوني، من أجل زيادة دخل النادي ومن أجل بداية مشروع ميلان الجديد، والمتمثل ببناء مقرو جديد للنادي بجوار الملعب الجديد. ولهذا تم اختيار أرض مساحتها 25,000 متر مربع، في ساحة جينو فالي. و أؤكلت مهمة تصميم المبنى للمهندس المعماري الإيطالي فابيو نوفمبر سالنتو.
بلغت تكاليف البناء ما يقارب 10 ملايين يورو، مع مليوني يورو تكلفة الإيجار السنوية، للمبنى الذي صمم من الداخل بواسطة شركة بوندو الهندسية، وتعود ملكية المبنى لشركة فيتوريا للتأمين. في 6 أكتوبر 2013 انتقلت إدارة ميلان من مقرها القديم الواقع في شارع فيا توراتي في مدينة ميلانو، إلى المقر الجديد. وأعلن عن كازا ميلان في 2 أبريل 2014، وافتتح رسميا 19 مايو 2014، وافتتح للزوار في 27 مايو 2014.
في 10 يوليو 2014 تم عرض قميص النادس الذي خاض به موسم 2014-2015. وفي اليوم التالي، كشفت شركة أودي للسيارات عن السلسة الثالثة لسيارة أودي تي تي.

## معرض الصور

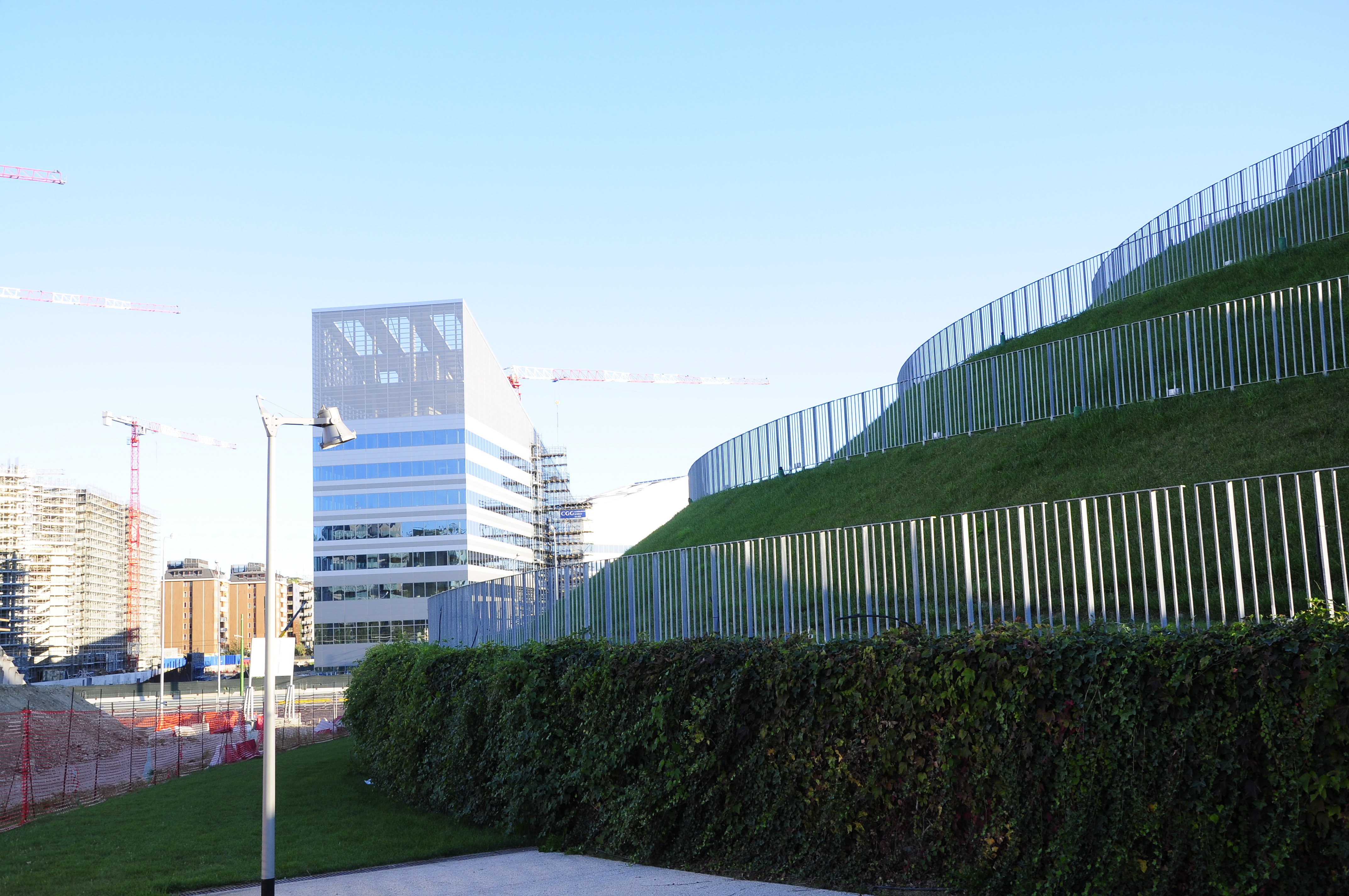
صورة كازا ميلان قيد الإنشاء في 2011.
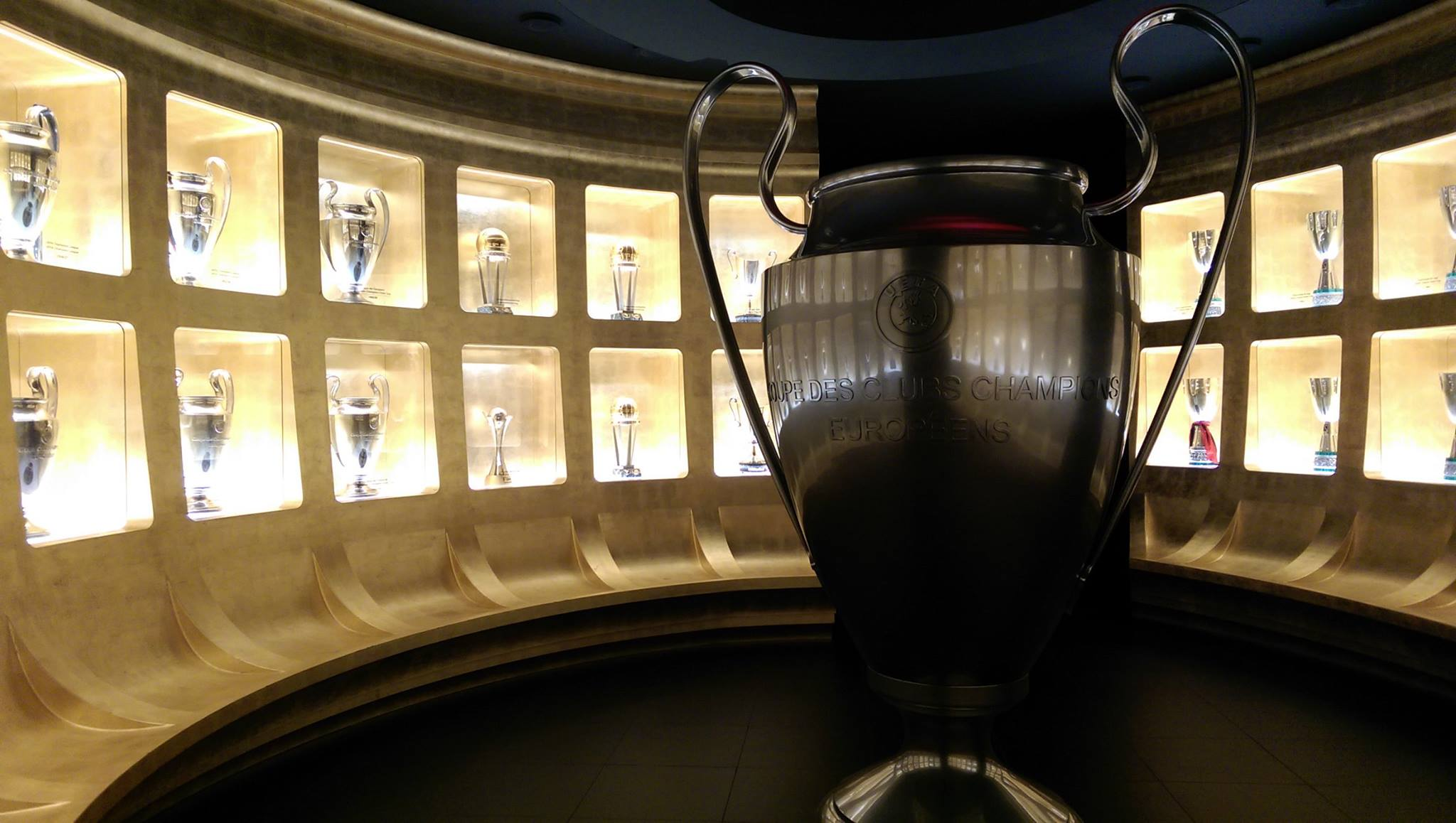
غرفة الكؤوس في كازا ميلان، وبداخلها كأس دوري أبطال أوروبا.
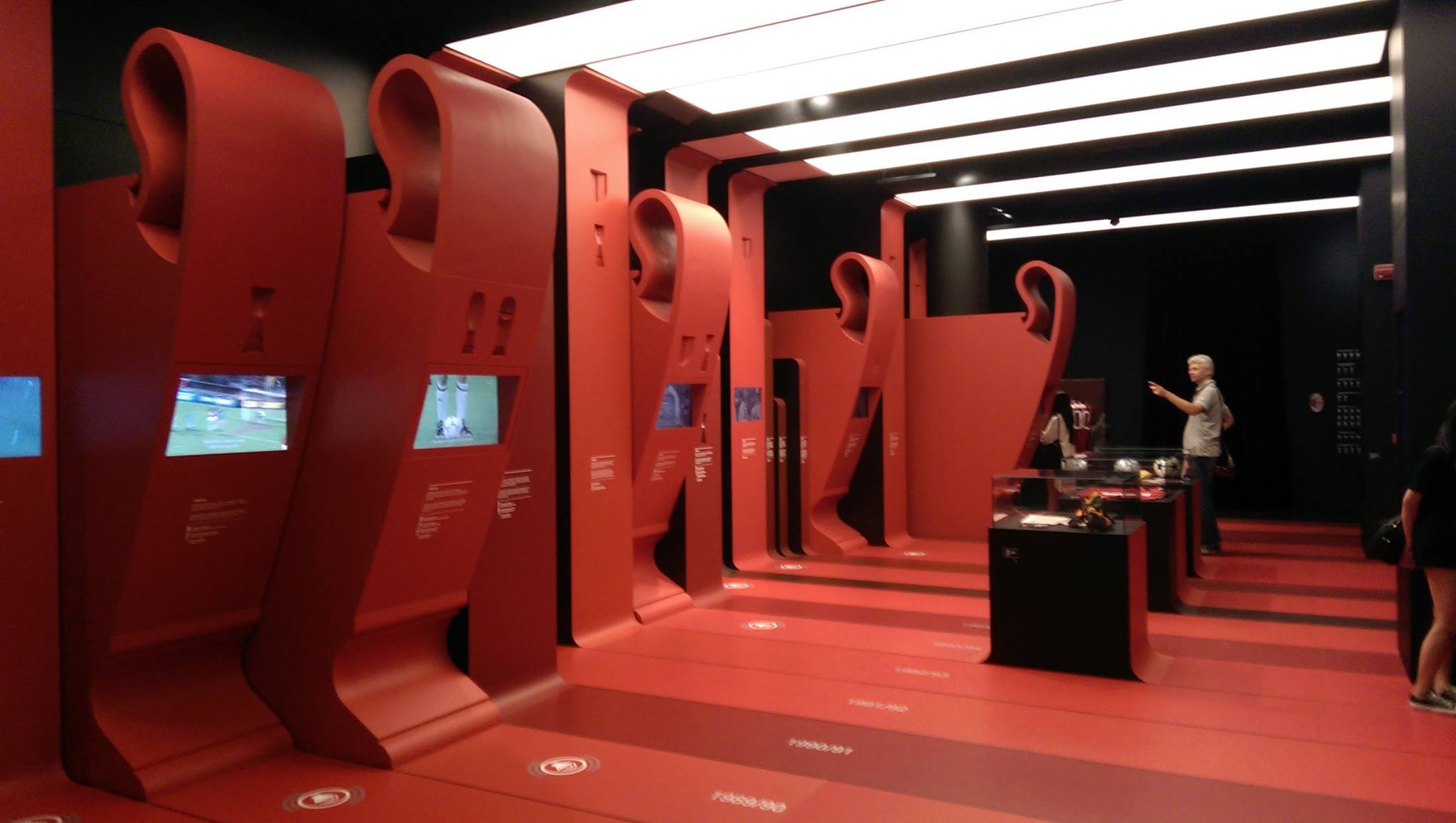
المتحف مع الأفلام من مواسم مختلفة من ميلان.
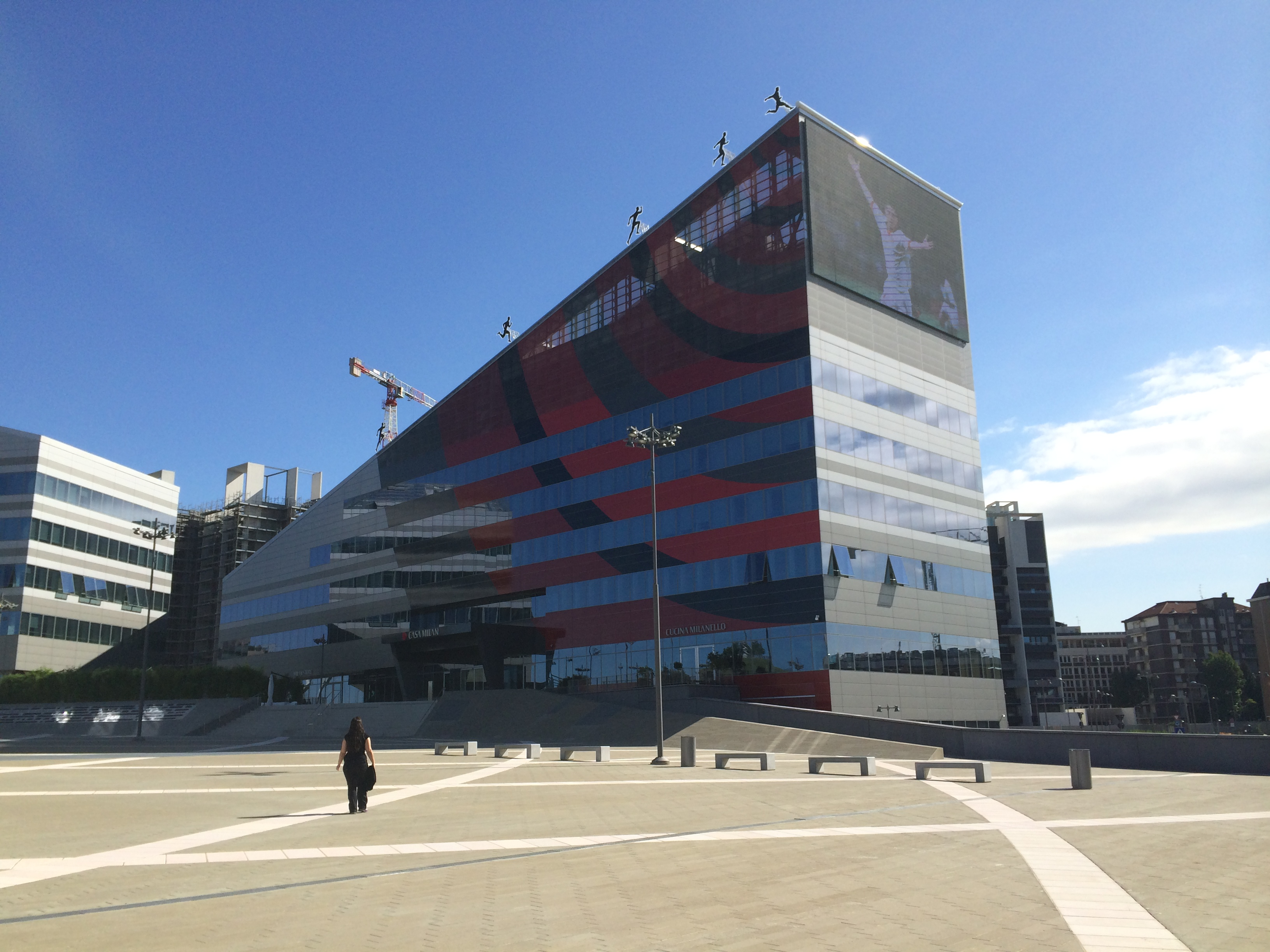
صورة لبيت ميلان من ساحة جينو فالي
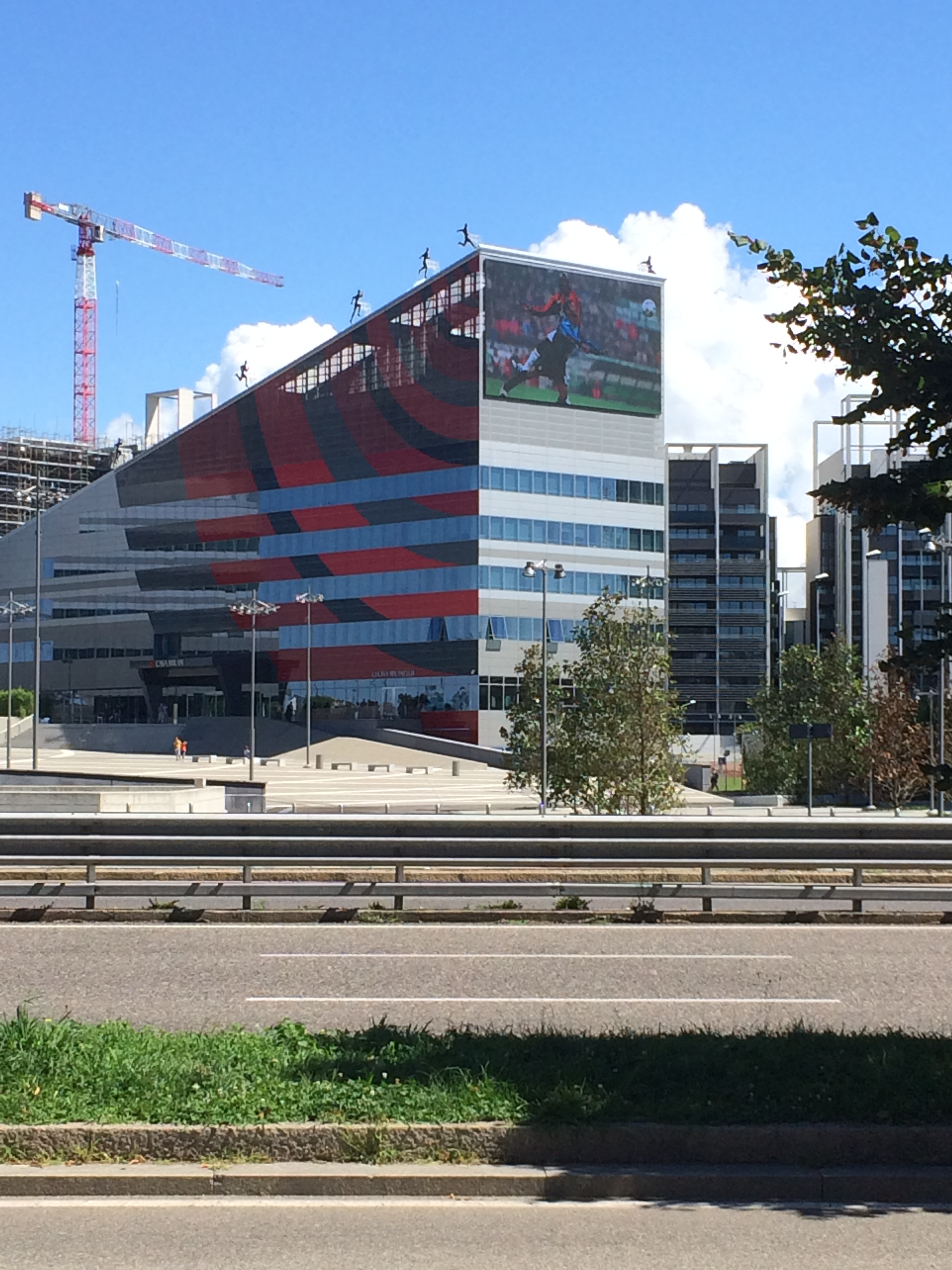
صورة لبيت ميلان من طريق دوفيكو تشارامبو

## وصلات خارجية
- الموقع الرسمي لكازا ميلان